# BuzzFeed Japan
BuzzFeed Japan株式会社（バズフィードジャパン）は、東京都渋谷区に本社を置き、アメリカ合衆国のインターネットメディア『バズフィード (BuzzFeed) 』日本版、および『ハフポスト日本版』を運営する日本の企業。
アメリカ合衆国のバズフィード社と日本のヤフーのジョイントベンチャーとして設立され、2021年にはザ・ハフィントン・ポスト・ジャパン株式会社と合併、朝日新聞社が出資者に加わった。バズフィードの海外拠点としては、シドニー、ベルリン、ムンバイ、サンパウロなどに次ぎ、世界で12番目にあたる。
2016年11月、DeNAの医療健康情報サイト「WELQ」問題の調査報道で広く知られるようになり、その後も日本の報道機関が従来あまり扱わなかった＃MeTooやLGBTの問題、フェイクニュース検証などで、独自の取材に基づく発信を行っている。

## 概要
2016年1月から始まったBuzzFeedの日本版では、各国のBuzzFeedのコンテンツの翻訳と独自記事が掲載される。2017年1月時点で、編集部は男女25人ずつの総勢50人で構成されている。コンテンツは「Yahoo!ニュース」などに配信され、広告の販売権はヤフーが独占する。
フェイクニュース・キュレーションサイト・まとめサイトの問題を継続的に取材し、真偽不明な情報のファクトチェックを行っている。DeNAのキュレーションサイト問題では、いち早く医療系サイト「WELQ」の正確性・剽窃の問題を関係者への取材も行って報じ、問題の顕在化に一役買った。この一連の記事で日本でのBuzzFeedの知名度も上がり、設立1年で月間訪問者数が1600万人を突破している。 2017年9月7日には、医療・健康情報に特化した「BuzzFeed Japan Medical」を開始した。読売新聞医療部や「yomiDr.（ヨミドクター）」編集長などを経験した医療記者・岩永直子氏を中心とする専任チームを設置し、根拠に基づいた医療・健康記事の発信を行っている。
2020年11月にアメリカのBuzzFeedが同業会社のハフポストを買収したことを受けて、日本でも日本版ハフポストを運営しているザ・ハフィントン・ポスト・ジャパンと2021年5月1日付で合併することを同年3月に発表した。なお、BuzzFeedやハフポストなどのメディアは引き続き独立した形態で運営されるとしている。

## 沿革
- 2015年10月16日、元朝日新聞デジタル編集部の古田大輔が創刊編集長に就任（2019年5月31日退任）[22]。
- 2016年1月、サービス開始[10]。
- 2016年4月1日、元クリテオ代表取締役兼アジア太平洋地域最高責任者の上野正博が代表取締役社長に就任[23]。
- 2019年1月15日、スコット・マッケンジーが代表取締役社長に就任[1]。
- 2021年5月1日、日本版ハフポストを運営しているザ・ハフィントン・ポスト・ジャパンと合併[21]。
- 2022年5月16日、朝日放送グループホールディングス及びバリューコマースとの資本業務提携を締結。あわせてZホールディングスが保有する株式のうち21.5%を朝日放送グループホールディングスが、3%をバリューコマースがそれぞれ譲渡を受ける[24][25][26]。

## 記事の訂正、謝罪

### 桜井誠の発言誤認
2016年の都知事選に、在日韓国・朝鮮人に対して「殺せ、死ね」というヘイトスピーチが問題視された「在日特権を許さない市民の会（在特会）」初代会長の桜井誠が立候補した。2016年7月18日、BuzzFeed Japanは、桜井が前日におこなった選挙演説の内容をもとに、「【都知事選】「朝鮮人、あるいはサル」公然と叫ぶ桜井候補。在特会前会長の狙いは?」というタイトルで、「選挙活動では、選挙の自由妨害罪により、ヘイトスピーチが野放にされている問題」について報道した。その後、読者からの指摘を受けて確認したところ、桜井が実際には「朝鮮人、あるい左翼」と発言していたことが分かった。同日18時31分に古田編集長は謝罪文をツイッターに投稿し、桜井に直接謝罪をおこなった。誤記の理由については、「現場で取材した記者が聞き取り、録音でも確認しましたが、スピーカーの音が割れて誤認しました」としている。

### BiSHメンバーのウィキペディア立項企画
2018年7月12日、アイドルグループBiSHのメンバーへのインタビュー記事で、ウィキペディア日本語版にメンバーのページ（項目・記事）があるのはアイナ・ジ・エンドだけということで、「このままでは初めてBiSHを知ったファンが、ウィキペディアを検索できず路頭に迷ってしまう」として、BuzzFeed Japanの記者がウィキペディアに同記事で取材した情報を元に他のメンバーのページを作成したが、宣伝行為などのルール違反によって削除され、さらに再作成と削除が繰り返される状態となった。また、このことについてBuzzFeed Japanはツイッター上で「ソースは本人だから安心安全」と書き込んでいたとも報じられた。また、騒動後、当該記事は見出し・記事本文の一部などが修正され、末尾には修正した旨の説明文が追加されている。

### コンビニの成人向け雑誌取扱をめぐる記者の投稿
2019年1月21日には、コンビニ大手が成人向け雑誌の販売をとりやめたことに対し、記者が「来店しやすくなる人がいるのか。非実在なんじゃ」などとツイッターで投稿し、多くの批判を受けた。同月25日、BuzzFeed Japanは「コンビニに行きやすくなると歓迎する人はいる」「パブリックな場所に置かれていることで、誰かを傷つけていることを知ってほしい」という思いを改めて取材し、「ツイートは事実とかけ離れた内容であり、記者は社内で厳重な注意を受け、当該ツイートを削除し、お詫びしました」と記載した。また、BuzzFeed Japanは「編集・倫理ガイドライン」で「人権、女性の権利、反人種差別、LGBTの平等などの問題には、議論の余地はないと考えています」としていることに触れ、今回の件を受けて社内での議論をより一層深め、「女性の権利や性暴力」「#MeToo」「#WeToo」のムーブメントに関する記事を、引き続き発信していくと記載した。